# Los Casablanca
Los Casablanca es una telenovela dramática chilena creada por Ximena Carrera y María José Galleguillos y producida por Mega y Chilefilms. Estrenada por Mega el 3 de diciembre de 2024, sucediendo en el horario a El señor de La Querencia.
Protagonizada por Francisco Reyes, Francisco Melo y Sigrid Alegría.

## Sinopsis
La historia de una poderosa familia dueña de un imperio de viñas, caballos e inmobiliarias, cuya estabilidad se tambalea con el regreso de Iván Casablanca, quien busca destruir a Raimundo Casablanca, su hermano. Una lucha de poder y traiciones que expondrá los secretos mejor guardados de esta prestigiosa familia.

## Reparto
Una lista completa del reparto confirmado se publicó a través de Mega el 1 de noviembre de 2024.

### Principales
- Francisco Reyes como Raimundo Casablanca[3]
- Francisco Melo como Iván Casablanca
- Sigrid Alegría como Miranda Infante[4]
- Mariana Di Girolamo como Alexandra Casablanca
- Nicolás Poblete como Tomás Errázuriz
- Vivianne Dietz como Luciana Prado
- Jorge Arecheta como Juan Pablo Urrutia
- Octavia Bernasconi como Martina Casablanca[5]
- Max Salgado como Jonás Casablanca
- María Elena Duvauchelle como Genoveva Del Real
- Felipe Rojas como Tormento Arancibia
- Lorena Bosch como Ivette Sanhueza
- Rodrigo Soto como Ángel Soto
- Francisco Reyes Cristi como Samuel Casablanca
- Matilde Stuardo Noguera como Gabriela Barrientos

## Producción
Las grabaciones comenzaron el 9 de octubre de 2024.

## Rating
| Año           | Mes                 | Días    | Días    | Días    | Días    | Días    | Días    | Días    | Días    | Días    | Días    | Días    | Días      | Días      | Días    | Días    | Días    | Días    | Días    | Días    | Días    | Días    | Días    | Días    | Días    | Días    | Días    | Días    | Días    | Días    | Días    | Días    |
| Año           | Mes                 | 1       | 2       | 3       | 4       | 5       | 6       | 7       | 8       | 9       | 10      | 11      | 12        | 13        | 14      | 15      | 16      | 17      | 18      | 19      | 20      | 21      | 22      | 23      | 24      | 25      | 26      | 27      | 28      | 29      | 30      | 31      |
| ------------- | ------------------- | ------- | ------- | ------- | ------- | ------- | ------- | ------- | ------- | ------- | ------- | ------- | --------- | --------- | ------- | ------- | ------- | ------- | ------- | ------- | ------- | ------- | ------- | ------- | ------- | ------- | ------- | ------- | ------- | ------- | ------- | ------- |
| 2024          | Diciembre           | –       | –       | 18,3    | 15,3    | 17,3    | –       | –       | –       | 13,1    | 12,5    | 12,1    | 12,4      | –         | –       | –       | 10,3    | 11,2    | 10,7    | 13,0    | –       | –       | –       | –       | –       | 9,8     | 11,2    | –       | –       | –       | 10,0    | –       |
| 2025          | Enero               | 8,8     | 9,4     | –       | –       | –       | 12,1    | 10,4    | 12,4    | 10,6    | –       | –       | –         | 12,1      | 10,1    | 10,7    | 9,5     | –       | –       | –       | 11,2    | 9,6     | 10,0    | 10,1    | –       | –       | –       | 11,0    | 11,7    | 10,9    | 10,8    | –       |
| 2025          | Febrero             | –       | –       | 10,9    | 10,0    | 10,5    | 10,0    | –       | –       | –       | 11,4    | 11,5    | 10,7      | 11,5      | –       | –       | –       | 12,2    | 11,3    | 12,2    | 11,3    | –       | –       | –       | –       | –       | –       | –       | –       | –       | –       | –       |
| 2025          | Marzo               | –       | –       | 13,5    | 11,5    | 12,1    | 11,5    | –       | –       | –       | 11,1    | 10,6    | 12,5      | 10,5      | –       | –       | –       | 12,5    | 12,6    | 10,5    | –       | –       | –       | –       | 11,3    | 12,0    | 12,2    | 11,1    | –       | –       | –       | 12,3    |
| 2025          | Nuevo Rating (Rat#) |         |         |         |         |         |         |         |         |         |         |         |           |           |         |         |         |         |         |         |         |         |         |         |         |         |         |         |         |         |         |         |
| 2025          | Abril               | 574.739 | 621.000 | 658.717 | –       | –       | –       | 648.000 | 651.000 | 647.000 | 689.000 | –       | –         | –         | 784.000 | 729.000 | 674.000 | 625.000 | –       | –       | –       | 734.000 | 712.000 | 682.000 | 623.000 | –       | –       | –       | 813.000 | 729.000 | 699.000 | –       |
| 2025          | Mayo                | 748.000 | –       | –       | –       | 735.000 | 727.000 | 735.000 | 856.000 | –       | –       | –       | 776.000   | 729.000   | 702.000 | 739.000 | –       | –       | –       | 690.000 | 723.000 | 743.000 | 699.000 | –       | –       | –       | 741.000 | 661.000 | 775.000 | 616.000 | –       | –       |
| 2025          | Junio               | –       | 794.000 | 747.000 | 741.000 | 656.000 | –       | –       | –       | 756.000 | 633.000 | 713.000 | 648.000   | –         | –       | –       | 686.000 | 684.000 | 629.000 | 603.000 | –       | –       | –       | 710.000 | 657.000 | 715.000 | 653.000 | –       | –       | –       | 615.000 | –       |
| 2025          | Julio               | 644.000 | 696.000 | 667.000 | –       | –       | –       | 711.000 | 632.000 | 779.000 | 622.000 | –       | –         | –         | 714.000 | 789.000 | 779.000 | 714.000 | –       | –       | –       | 753.000 | 672.000 | 607.000 | 783.000 | –       | –       | –       | 815.000 | 782.000 | 861.000 | 773.000 |
| 2025          | Agosto              | –       | –       | –       | 836.000 | 835.000 | 839.000 | 800.000 | –       | –       | –       | 959.000 | 1.000.000 | 1.000.000 | –       | –       | –       | –       | 883.000 | 889.000 |         |         |         |         |         |         |         |         |         |         |         |         |
| Fuentes:IBOPE |                     |         |         |         |         |         |         |         |         |         |         |         |           |           |         |         |         |         |         |         |         |         |         |         |         |         |         |         |         |         |         |         |